# غوتفريد أمير لانغينبرغ
وبالألمانية Gottfried Hermann Alfred Paul Maximilian Viktor Fürst zu Hohenlohe-Langenburg، ولد في 24 مارس 1897 وتوفي عام 11 أيار 1960. تم استبعاده من الجيش الألماني بعد محاولة اغتيال أدولف هتلر في 20 يوليو 1944.

## روابط خارجية
- غوتفريد أمير لانغينبرغ على موقع مونزينجر (الألمانية)